# Vârful Petrușca
Vârful Petrușca, (în ucraineană Гора Петроушка) este un vârf montan împădurit, situat actualmente în, Raionul Storojineț, Ucraina.Are o înălțime de 1145 metri, și în prezent este cel mai înalt punct din orășelul Crasna-Ilschi, Ucraina.
A aparținut satului Falcău ,iar după 1944, a fost ocupat definitiv de sovietici împreună cu toată Bucovina de Nord.De aici izvorăște râul Răstoaca Mare.Se afla la 1 km de Vârful Bucov.